# 东三座门 (东长安街)

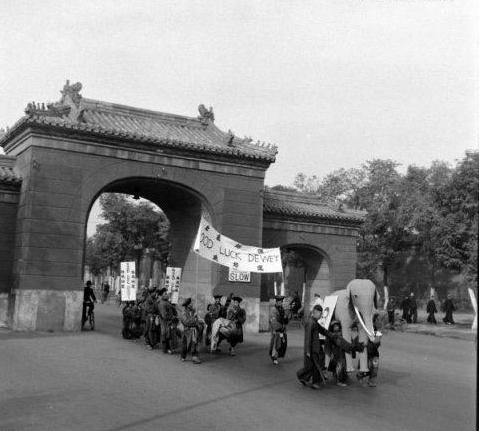
1948年的东三座门。1948年蒋介石在美国大选中支持杜威。北平一支为杜威助威的队伍共20多人，抬着贴有杜威画像的大象（象征共和党），举着写有“杜威好运”“Good Luck Dewey”的横额、旗子，敲锣打鼓，由故宫神武门出发向东，沿紫禁城外向南，经南池子、长安左门等处后，回故宫午门东侧，沿紫禁城外向北回到神武门。据说这些人是从杠房（在丧事中抬棺材的机构）雇来，大象是裱糊铺（为丧事制作用来焚烧的纸人纸马的机构）扎的。当时正值国共内战白热化，这出闹剧并未引发任何关注。

东三座门，原址位于今北京市东城区东长安街上，现已无存。

## 简介
“三座门”是”三座随墙门“的简称，是中国传统建筑形式。东长安街上的东三座门原址在今南池子大街南口以东的东长安街上。清朝北京皇城的正门是大清门，南门是天安门。大清门内是纵长形的“千步廊”广场，到天安门前向东西延伸，平面呈“T”字形，两端是长安左门和长安右门。乾隆十九年到二十五年又在东西方向上向外延拓，两端设三座门，分别称东三座门和西三座门。
《国朝宫史》卷十一载，“皇城外围墙三千三百四丈三尺九寸，有天安、东安、西安、地安四门，又，天安门外东、西、南三面围墙四百七十一丈三尺六寸，正南榜曰大清门。东为长安左门，西为长安右门，重建于乾隆十九年至二十五年，工竣，又增建长安左门外围墙一百五十五丈，长安右门外围墙一百六十七丈五尺一寸。各设三座门。”《日下旧闻考》称：“乾隆十九年，于东西长安门外增筑围墙，各设三座门。”乾隆三十二年（1767年）徐扬绘的《京师生春诗意图》上可见长安左门外已有东三座门。
1861年英国使馆医生芮尼（Rennie）的日记《北京与北京人》中两处写到了东三座门，“淳亲王府附近有一旁门可以进入皇宫。今天傍晚我散步时走向这道门，皇宫的守卫马上出来，向我表明不可以进内。但知道我只是想望一望里面之后，他把我带到中门的一个间隔，从这里我可以很清楚地看到皇宫的正门。……正如我以前所说，没有人可以进入这道门，要到皇宫西面的入口（相应我所在入口），必须要绕一个约一英里的弯。”“今天下午我和美魏茶先生步行前往进入皇宫的小门，这门距离淳亲王府并不很远。大概离这门30码远的地方，有一块用汉、满、蒙、藏和阿拉伯文字书写的告示板，上书‘下马处’”。
东、西三座门原先均为砖石琉璃门，辟三方门。中华民国成立后的1913年，为开通长安街，将东、西三座门改建为红墙、黄琉璃瓦歇山小式顶的三孔券门，仍称东、西三座门。中华人民共和国成立后的1951年，东、西三座门拆除。